# SN 2005hf
SN 2005hf – supernowa typu Ia odkryta 25 października 2005 roku w galaktyce A012705+1907. W momencie odkrycia miała maksymalną jasność 16,70m.